# ジョン・パトリック (バスケットボール)
ジョン・パトリック（John Patrick、1968年2月29日 - ）は、アメリカ合衆国のプロバスケットボール指導者、元バスケットボール選手である。

## 来歴
シドウェル・フレンズ・スクールからスタンフォード大学に進み、卒業後の1991年に近畿大学に留学し、1992年にジャパンエナジーに入社。本来はポイントガードだったが、チーム事情のためフォワードにコンバートされ、通訳とアシスタントコーチを兼任し、当時のオン・ザ・コートは1枠に制限されていたため目立った活躍はなかった。その間、NBA、ゴールデンステート・ウォリアーズのトライアウトも受けていた。
その後、丸紅に移籍して2シーズンプレーし、1998-99シーズンに1試合平均22.4点を記録し、日本リーグ2部得点王となった。
1999年からはボッシュ（旧ゼクセル）のコーチを務めたが、2002年に廃部。
2003年から2005年まではドイツProAのBCゲッティンゲンでヘッドコーチを務める。
2005-06シーズンはトヨタ自動車のヘッドコーチを務め、スーパーリーグ優勝に導くとともにコーチ・オブ・ザ・イヤーを受賞した。
2006年以降はドイツに戻り、BCゲッティンゲン、エスオリバー・バスケッツ、MHPリーゼン・ルートヴィヒスブルクのヘッドコーチを歴任し、コーチ・オブ・ザ・イヤーを5度受賞した。
2022年、千葉ジェッツのヘッドコーチに就任。2024年5月31日、退任が発表され、6月13日にはルートヴィヒスブルクのヘッドコーチに2年契約で就任すると発表された。

## 家族
息子のヨハネス・パトリックとヤコブ・パトリックもバスケットボール選手である。